# Samuel I. Weissman
Samuel Isaac Weissman (* 25. Juni 1912 in South Bend, Indiana; † 12. Juni 2007 in St. Louis, Missouri) war ein US-amerikanischer Physikochemiker an der Washington University in St. Louis.

## Leben
Weissmann erwarb 1933 an der University of Chicago einen Bachelor und 1938 ebendort bei Simon Freed mit der Arbeit Some electrical phenomenain rotating metallic conductors einen Ph.D. in Physikalischer Chemie. Als Postdoktorand arbeitete er bei Gilbert Newton Lewis an der University of California, Berkeley, wo er unter anderem Methoden zur Trennung von Uran-Isotopen erforschte.
Ab 1943 arbeitete Weissman im Rahmen des Manhattan-Projekts am Los Alamos National Laboratory. Nach dem Krieg baute er mit fünf weiteren Chemikern des Manhattan-Projekts (darunter Joseph William Kennedy und Arthur Wahl) die Abteilung für Chemie an der Washington University in St. Louis auf. Hier arbeitete er vor allem zur Elektronenspinresonanz. C. Alden Mead gehörte zu seinen Schülern.
1964 führte eine Gastprofessur Weissman an die Universiteit van Amsterdam. 1980 wurde er emeritiert. Laut Datenbank Scopus, die Zitationen überwiegend erst aus der Zeit nach den 1970er Jahren erfasst, hat Weissman (Stand Februar 2021) einen h-Index von 31.
Weissman war seit 1963 Mitglied der American Academy of Arts and Sciences und seit 1966 sowohl Mitglied der National Academy of Sciences als auch Fellow der American Association for the Advancement of Science. Er hielt Ehrendoktorate der Washington University und der Universität Siena.
1943 heiratete Samuel Weissman Jane Loevinger (1918–2008), eine Entwicklungspsychologin an der Washington University. Gemeinsam hatten sie einen Sohn (Michael Weissman, Physiker an der University of Illinois) und eine Tochter.